# 小行星7683
小行星7683（英語：7683 Wuwenjun）是一颗围绕太阳公转的小行星。1997年2月19日，北京天文台施密特CCD小行星计划在兴隆县发现了此天体。
这颗小行星的绝对星等为347.96292等。